# Gaio Salonio Matidio Patruino
Gaio Salonio Matidio Patruino (in latino Gaius Salonius Matidius Patruinus; ... – 78) è stato un politico romano.

## Biografia
Gaio Salonio Matidio Patruino proveniva da Vicetia. Sposò la nobildonna romana Ulpia Marciana, sorella maggiore del futuro imperatore Traiano, dalla quale ebbe una figlia, Salonia Matidia.
Diventò senatore e raggiunse la carica di pretore. Nel 78 entrò a far parte del collegio degli Arvali, ma morì nei primi mesi dello stesso anno. A seguito della sua morte, la moglie e la figlia andarono a vivere con Traiano e sua moglie Plotina. 